# Dravidosaurus
Dravidosaurus (nghĩa là "thằn lằn Dravidanadu", Dravidanadu là một khu vực ở miền nam Ấn Độ nơi hóa thạch được phát hiện) là một chi động vật bò sát từng được cho rằng là một khủng long Stegosauria.